# Teddy Bob
Teddy Bob è un personaggio immaginario protagonista di una omonima Serie a fumetti pubblicata in Italia dalla Casa Editrice Astoria di Gino Sansoni. Venne ideato nel 1966 da Pier Carpi ispirato dalla moda della Beat Generation. I temi sociali trattati dalla pubblicazione e il piglio disinvolto con cui il protagonista agiva, determinarono il successo della pubblicazione che ebbe, in alcuni casi, anche problemi di censura. Tale fu la sua popolarità che si andarono formando in numero notevole dei fan club, i cosiddetti "Clan Teddy Bob". La redazione ricevette, in alcuni casi, anche trenta lettere al giorno di lettori che proponevano la discussione di tematiche a volte anche di carattere sociale.

## Trama
Teddy Bob è un giovane beatnik che abita negli Stati Uniti del Sud. Passa il tempo con la comitiva di amici chiamata "il baraccone" e con la ragazza Paula e corre con la moto ribattezzata "Drago". Lui e il suo gruppo multirazziale di giovani bianchi e neri, fatto ancora inconsueto per gli Stati Uniti degli anni 1960, si prodigano per combattere gli abusi, difendere la libertà di pensiero e la pace, schierandosi contro il conformismo. Le sue storie spesso ruotano attorno a fatti d'attualità, come l'assassinio di Kennedy e di Martin Luther King, l'uccisione di Che Guevara, l'antimilitarismo e la lotta alle sette religiose.

## Storia editoriale
Il personaggio, creato da Pier Carpi e disegnato, tra gli altri, da Giorgio Montorio, Pietro Gamba e Gino Dauro, esordì sulla omonima testata pubblicata dall'etichetta CEA dell'editore Gino Sansoni, dal luglio 1966 al 14 novembre 1972, per 154 numeri, inizialmente con periodicità mensile e, dall'ottavo numero, quattordicinale.
Elemento di novità nei dialoghi tra i personaggi, era l'uso dei linguaggi giovanili dell'epoca che tuttavia ben presto prese la mano agli sceneggiatori che coniarono ex novo un astruso gergo pseudo-moderno con effetti grotteschi,  tanto da dover richiedere, da parte del lettore, la consultazione di un breve glossario inserito nell'albo stesso. "Caverna" indicherebbe la casa, "lessato" colui che si è innamorato, "grigio" il genitore, "semifreddo" l'adulto in genere, i "fari" gli occhi, e così via.
Sull'onda del suo successo, per alcuni numeri uscì in edicola un suo "clone", Johnny Beat, delle Edizioni Cervinia nel 1967, le pubblicazioni Cap il fumetto capellone, della ErreGI nel 1966, e Flipper il fumetto Beat delle Edizioni Lysis nel 1967, e, infine, quando Teddy Bob era già in fase di declino, un fumetto con protagonista l'eroina erotica Patty la ragazza Hippy, della American International Publishing Company nel 1973, protagonista di vicende di sesso esplicito, disegnate in modo grossolano.
L'albo fu ristampato anche in Francia e nel Nord Europa, cessò le pubblicazioni nel 1972 dopo aver visto il suo protagonista, inizialmente coinvolto in vicende di spessore sociale, via via sempre più invischiato in avventure incoerenti, trovandosi a combattere contro nemici implausibili come pirati e aztechi.
La serie venne ristampata in una collana omonima dal 1973 al 1974 per 22 numeri che contenevano anche alcuni inediti.